# Callinectes ornatus
Callinectes ornatus é uma espécie de siri do gênero Callinectes. Ele pode ser distinguido do Siri-azul (Callinectes sapidus) pela presença de seis dentes frontais na carapaça, em comparação com apenas quatro no C. sapidus. C. ornatus também é menor, com uma largura de carapaça máxima de apenas 93 milímetros, comparado a 230 milímetros de C. sapidus, e portanto, não é explorado comercialmente.
Sua carapaça é amarela a marrom claro, podendo ser, às vezess vermelho-castanho. Os dois pontos de cada lado da sua carapaça não são tão longos como nos siris azuis.

## Distribuição
Eles podem ser encontrados no oeste do Oceano Atlântico, bem como nas costas do Caribe. Sua dieta são pequenos crustáceos, peixes pequenos.